# Een voetstap te veel
Een voetstap te veel is een hoorspel van Leif Korshavn. Samtale på politifullmektigens kontor werd in 1971 door de Norsk Rikskringkasting uitgezonden. Greta Baars-Jelgersma vertaalde het en de TROS zond het uit op woensdag 7 december 1977, van 23:00 uur tot 23:39 uur. De regisseur was Bert Dijkstra.

## Rolbezetting
- Hans Karsenbarg (Ferdinand Winter)
- Jan Borkus (inspecteur Malm)

## Inhoud
Dit is geen krimi in de gewone betekenis van het woord. Het is een dialoog die wordt gevoerd tussen de commissaris en een man die er zojuist van in kennis is gesteld dat zijn echtgenote vermoord werd gevonden. De man, een fabrikant, was op reis en wordt op het vliegveld opgewacht door de commissaris die hem het droeve nieuws vertelt. Omdat de fabrikant een redelijk sluitend alibi produceert, komt de verdenking te rusten op een voddenophaler, maar dan blijkt dat de weduwnaar er toch nauwer bij betrokken is dan aanvankelijk gedacht werd, terwijl tevens duidelijk wordt dat een verdachte met de intelligentie van deze man, hoezeer hij ook zijn best doet zich eruit te praten, ten slotte toch verstrikt raakt in zijn eigen verklaringen…